# 秦傑 (立法委員)
秦傑（1910年—1965年6月14日），字賡銘，號子盤，男，南京市人，祖籍浙江紹興，中华民国政治人物。民國37年（1948年）在南京市選區當選第一屆立法委員

## 生平[1][2]
- 中央防空學校情報班畢業
- 上海《正言報》駐京辦事處主任
- 文化大學法學士
- 中國國民黨南京、上海及中華海員黨部執行委員兼處長
- 中央賑濟委員
- 南京市參議員
- 民國54年6月14日病故[3]